# Eco
No âmbito da acústica e de processamento de sinal de áudio, um eco é uma reflexão de som que chega ao ouvinte pouco tempo depois do som direto. Exemplo típico é o eco produzido no fundo de uma escadaria, por um edifício, ou em uma sala, pelas paredes. Um eco verdadeiro é uma única reflexão da fonte de som. O intervalo de tempo é a distância extra dividida pela velocidade do som.
Chama-se reverberação o fato de tantas reflexões chegarem ao ouvinte que ele não as pode distinguir umas das outras.
A intensidade de um eco é frequentemente medida em dB com relação à onda transmitida diretamente.
Ecos podem ser desejáveis (como no radar ou sonar) ou indesejáveis (como nos sistemas telefônicos).
Em computação, um eco é a impressão ou visualização de caracteres à medida que:
- são introduzidos via um dispositivo de entrada,
- instruções são executadas, ou
- estes são retransmitidos e recebidos de um terminal distante.

É necessário existir um obstáculo que esteja a mais do que 17 metros de distância da pessoa que emite o som; o obstáculo tem que ser feito de um material polido e denso que não absorva o som.
O ser humano detecta dois sons que estejam separados por 0,1 segundos, ou seja, para a velocidade do som no ar (340 m/s), esse tempo representa 34 metros. Assim, se o obstáculo estiver a menos de 17 metros (ida e volta, totalizando 34 metros percorridos pela onda acústica) não detectamos a diferença entre o som que emitimos e o som que recebemos, e desse modo, o eco não acontece apesar da onda ter sido reflectida.